# Yanguas
Yanguas es un municipio y localidad española de la provincia de Soria, en la comunidad autónoma de Castilla y León. El término, ubicado en la comarca de Tierras Altas, tiene una población de 106 habitantes (INE 2024).

## Geografía
Es el pueblo situado más al norte de Soria, siendo el límite de esta provincia con la de La Rioja. Se encuentra a unos 45 km de Soria y a unos 37 km de Arnedo. La localidad está ubicada en la margen izquierda del río Cidacos. Geográficamente se encuentra en el Camero Viejo. Se sitúa en el extremo septentrional de la Sierra soriana, cerca de La Rioja, sobre una de las colinas de la sierra de Cameros, en el punto en que el río Masa desemboca en el Cidacos.
Pertenece al partido judicial de Soria y a la comarca de Tierras Altas. Desde el punto de vista jerárquico de la Iglesia católica forma parte de la diócesis de Osma la cual, a su vez, es sede sufragánea de la archidiócesis de Burgos.
Existen yacimiento de plomo en las proximidades de la localidad.

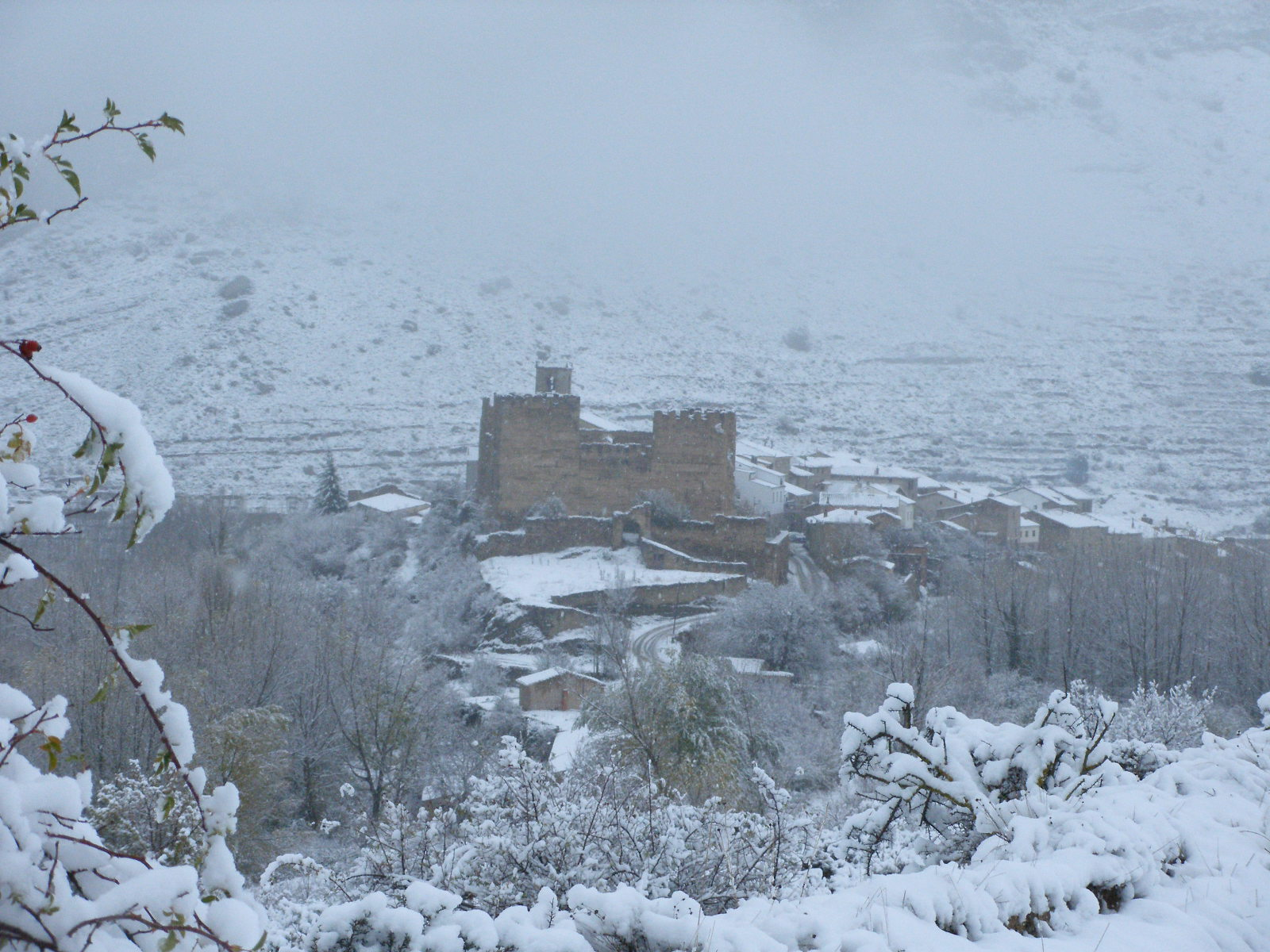
Yanguas en invierno.

En su término e incluidos en la Red Natura 2000 los siguientes lugares:
- Lugar de Interés Comunitario conocido como Riberas del Río Cidacos y afluentes, ocupando 57 hectáreas, el 1 % de su término.[4]

Yanguas hoy en día es un pueblo de 140 habitantes, que ha visto abierta de nuevo la escuela, teniendo una población infantil importante, más de 15 niños y que sigue abierta. Depende del Centro Público de San Pedro Manrique, al igual que otras escuelas de Tierras Altas.
Incluye los despoblados de La Vega, Leria, La Mata y Vellosillo. Con motivo de las obras de la cercana presa de Enciso (La Rioja) el Ayuntamiento de Yanguas está llevando mejoras en los caminos, así como en la ribera del río Cidacos, financiadas en parte por la Confederación Hidrográfica del Ebro, por ser el término municipal afectado por el mencionado embalse.

## Historia
De origen prerromano, época de la que apenas quedan unos restos de muralla de tierra, reconquistada en el siglo XI y repoblada en el XI por Alfonso VII de Castilla y León, fue hasta el siglo XIX villa señorial. Las primeras noticias documentadas son aproximadamente del siglo XIII. En esta época el rey castellano otorga a los yangüeses el privilegio de no pagar portazgos a la entrada de algunas ciudades castellanas. Este privilegio, unido a la mala situación de la agricultura y los malos modos de los señores de Yanguas, hicieron que comenzara una importante labor comercial de arrieros. Tan importantes llegaron a ser los arrieros yangüeses que aparecen en el capítulo XV de la primera parte de Don Quijote de la Mancha de Cervantes.
La decadencia del comercio, la desaparición de la Mesta, así como el abandono del medio rural, progresivo desde el siglo XIX han provocado un abandono del que en la actualidad parece salir el pueblo.
Yanguas durante la Edad Media fue cabecera de la comunidad de villa y tierra de Yanguas, en el Censo de Floridablanca denominado Partido de Yanguas, señorío del marqués de Aguilar.
A la caída del Antiguo Régimen la localidad se constituye en municipio constitucional en la región de Castilla la Vieja, partido de Ágreda que en el censo de 1842 contaba con 128 hogares y 450 vecinos.
La localidad aparece descrita en el decimosexto volumen del Diccionario geográfico-estadístico-histórico de España y sus posesiones de Ultramar de Pascual Madoz de la siguiente manera:

YANGUAS: l. con ayunt. en la prov. de Soria (7 leg), part. jud. de Agreda (8), aud. terr. y c g. de Burgos (28), dióc. de Calahorra (7 1/2): sit. en los confines de la sierra de Cameros, á la márg. izq. del r. Cidacos y combatido principalmente por el viento N., su clima es frio, y las enfermedades mas comunes, las agudas: tiene 130 casas; la consistorial; escuela de instruccion primaria frecuentada por 60 alumnos, á cargo de un maestro, dotado con 1,100 rs. y 32 fan. de trigo; hay una fuente de buenas aguas, que surte al vecindario; 3 igl. parr. (Sta. Maria y San Lorenzo) que tienen la parroquialidad unida y dan el pasto espiritual á 20 ald. por medio de un cabildo de 25 presbíteros; tiene ademas otra igl. con parroquialidad propia, matriz de las de otros 5 pueblos, á las que sirve por 7 eclesiásticos que componen su cabildo: confina el térm. con los de La Vega, Armejun, Matalascasas y Ontalvaro; dentro de él se encuentran varias fuentes de buenas aguas: el terreno bañado por el r. Cidacos, cuyo paso facilita un puente, es de buena calidad. caminos: los locales y los que dirigen á Arnedo y Calahorra. correo: se recibe y despacha en la adm. de Soria por un balijero. prod.: trigo, cebada, avena, centeno, legumbres, hortalizas y yerbas de pasto con las que se mantiene ganado lanar fino y churro; hay caza menor y en el Cidacos se crian algunos barbos y anguilas. ind.: la agrícola, 5 molinos harineros, un lavadero de lanas, y algunos de los oficios y artes mecánicas mas indispensables. comercio: esportacion del sobrante de frutos, ganado y lana, é importacion de los artículos que faltan; en 16 de julio se celebra anualmente una feria, cuyo principal tráfico lo constituyen los ganados lanares, caballar y mular. pobl.: 128 vec., 450 alm. cap. imp.: 81,049 rs. 6 mrs.
(Madoz, 1850, pp. 426-427)

A mediados del siglo XX crece el término del municipio porque incorpora a Vellosillo y La Mata.
A finales del siglo XX, crece el término del municipio porque incorpora a Leria.
En 2017 ingresó en la asociación de Los Pueblos Más Bonitos de España.

## Demografía
Cuenta con una población de 106 habitantes (INE 2024).
| Gráfica de evolución demográfica de Yanguas entre 1842 y 2021 |
| |
| Población de derecho según los censos de población del INE Población de hecho según los censos de población del INEEntre el censo de 1857 y el anterior, crece el término del municipio porque incorpora a 425135 (Vellosillo) Entre el censo de 1970 y el anterior, crece el término del municipio porque incorpora a 42567 (Leria) |

### Población por núcleos
| Núcleos    | Habitantes (2000) | Habitantes (2010) | Notas      |
| ---------- | ----------------- | ----------------- | ---------- |
| Yanguas    | 136               | 124               |            |
| La Mata    | 0                 | 0                 | Despoblado |
| La Vega    | 0                 | 0                 | Despoblado |
| Leria      | 0                 | 0                 | Despoblado |
| Vellosillo | 0                 | 0                 | Despoblado |

## Patrimonio
Presenta interés la arquitectura a base de sillarejo (pizarra o laja), mampostería y entramados de madera y tapial, de notable uniformidad, así como edificaciones señoriales y la plaza Mayor.
Como edificios singulares destacan el castillo (con paños y torres de tapial), la iglesia parroquial de San Lorenzo (gótica del siglo XV), las puertas de la villa y el antiguo hospital.
La importancia del pueblo en tiempos pasados ha dejado un conjunto monumental de interés, declarado en los años 80 conjunto histórico-artístico. De este cabe destacar:
- Puertas del Río y de la Villa: antiguos pasos de la muralla quedan hoy como arcos ornamentales, único vestigio de las murallas medievales de la villa.

- Castillo de Yanguas

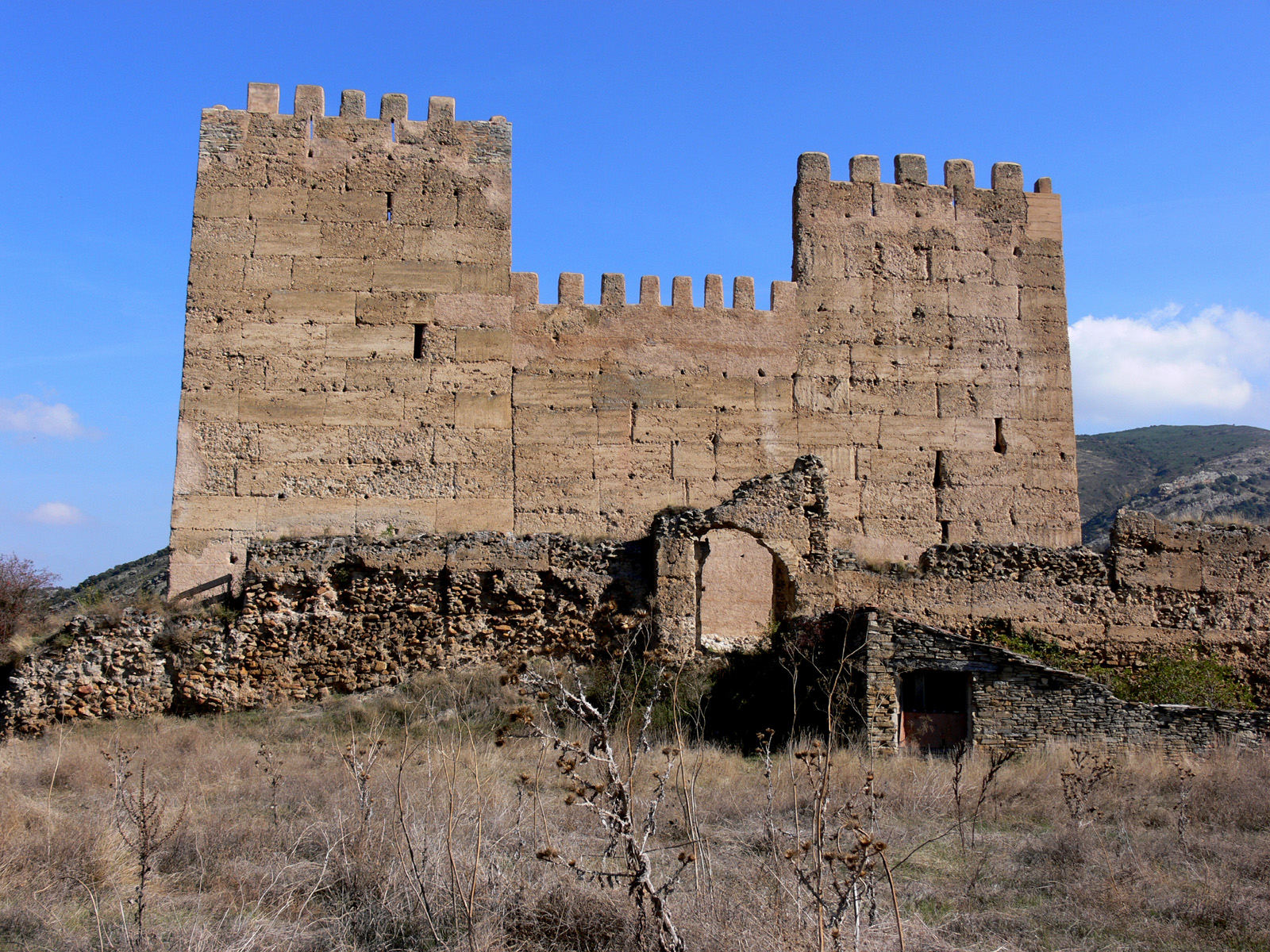
Castillo

- Iglesia de San Lorenzo: de gótico tardío. Su interés principal radica en que en ella se guarda la arqueta del ayuntamiento de Yanguas. Esta arqueta se guardaban los documentos legales del pueblo. Poseía cuatro candados, cada una de las llaves estaba en posesión de uno de los alcaldes de la villa y de su tierra de manera que no se pudiera abrir sin que los otros estuvieran presentes. Además en esta iglesia se celebraban las reuniones del concejo.
- Casa consistorial: Del siglo XVIII, es un edificio que domina la plaza mayor del pueblo.
- Iglesia de Santa María: del siglo XVI es la más importante de las iglesias de Yanguas, parroquia de la desaparecida Villa Vieja. En ella existe una capilla donde se conserva el Santo Cristo de la Villa Vieja. Separada de la iglesia por una imponente reja que simboliza que, así como la iglesia es del pueblo, la capilla pertenece a toda la comunidad de 25 pueblos. Posee además un interesante retablo plateresco.
- Puente sobre el río Cidacos. Aunque se duda sobre su origen, lo más probable es que sea de origen medieval. De tres ojos es el antiguo paso de la calzada que conducía a Calahorra y ahora es peatonal.

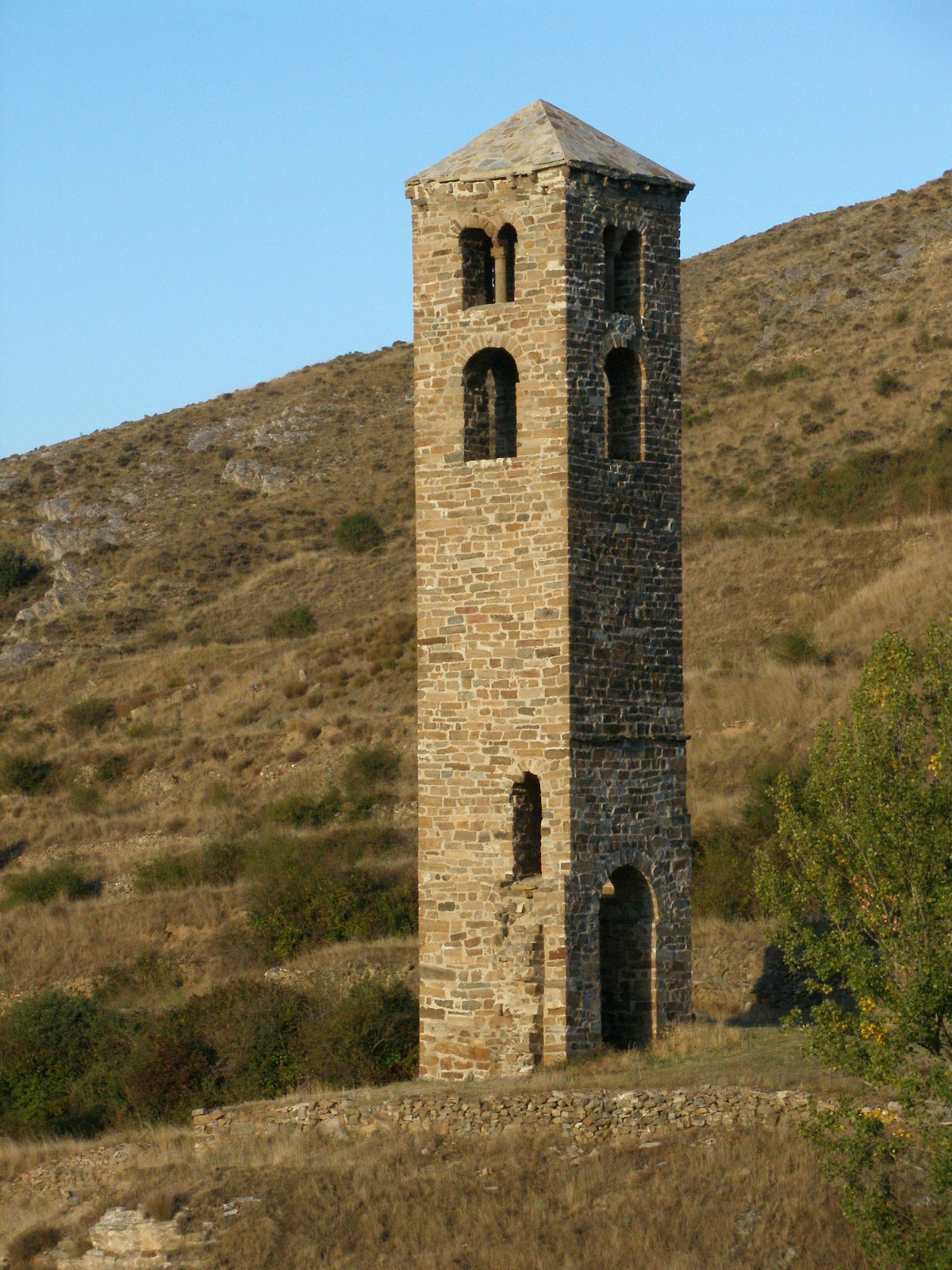
Yanguas, Torre de San Miguel

- Torre de San Miguel:Yanguas, Torre de San Miguel único vestigio de la desaparecida iglesia homónima. El historiador Esteban de Garibay señaló que el rey Aurelio de Asturias se encontraba sepultado, junto con su padre, Fruela de Cantabria, en la actualmente desaparecida iglesia de San Miguel de Yanguas.[14] Se encuentra alejada del pueblo aunque probablemente estuviera muy cerca de las últimas casas de la Villa Vieja. Es de estilo románico catalán, único ejemplo de este en la provincia de Soria. Es una torre exenta que conserva en su interior un par de rudimentarios grafitos que aluden al patrono de la iglesia. Por su situación y por su morfología se ha pensado que podría haber funcionado como puerta al antiguo pueblo romano de Yanguas y como vigilancia de la vía romana que unía Numancia con Calahorra.
- Museo de Arte Sacro: un pequeño museo instalado en la antigua casa parroquial. Posee diferentes tallas religiosas de diverso interés, así como un altar de campaña decorado, un Cristo Sedente, otro románico y varios elementos litúrgicos de distinto valor.
- El pueblo a su vez conserva diversas casas blasonadas que denotan la importancia de los habitantes y del pueblo en siglos pasados.

El entorno natural de Yanguas es de gran riqueza aunque los montes más cercanos están deforestados por la gran actividad ganadera que tuvo la zona hasta el siglo XIX. A 8 km por una carretera secundaria se encuentra el hayedo de Diustes de especial belleza en otoño. A unos 30 km se encuentra el acebal de Garagüeta una de las mayores reservas de este arbusto en España. El río Cidacos deja a sus orillas llenas de arboledas y olmedas y es coto de pesca en algunas zonas.

### Zonas arqueológicas
Dentro del patrimonio paleontológico, se han encontrado algunas huellas de dinosaurio en los alrededores La Muga de la cual existe una réplica en fibra de vidrio a la entrada del pueblo. En los pueblos cercanos existen extensos yacimientos de huellas de dinosaurios-icnitas. En la provincia de Soria Villar del Río, Bretún o Santa Cruz de Yanguas son los más importantes. A 12 km, ya en la provincia de La Rioja Enciso.
- El Majadal
- La Muga

Ambas reconocidas como Bien de Interés Cultural

### Alojamientos
En la actualidad el auge del turismo rural ha hecho que se inauguren 3 casas rurales y un albergue.

## Cultura

### El Quijote
Parece claro que fueron paisanos de Yanguas los que quiso retratar Cervantes en su novela, Don Quijote de la Mancha. El hecho de que el comercio entre el norte de España y el sur tuviera uno de los momentos de auge en esos siglos, el que Yanguas poseyera el privilegio de exención de portazgos, hace pensar en esta posibilidad.
Como se dice Yanguas posee un privilegio que permite a sus arrieros salir a comerciar por Castilla sin pagar impuestos a la entrada de las ciudades. Uno de los caminos llevaba el nombre de Camino de los Yangüeses en la Mancha por lo que es posible que, dada la importancia comercial de las rutas hacia Sevilla, sean antepasados de este pueblo los que quiso retratar Miguel de Cervantes.

### Patrimonio inmaterial
Sus fiestas patronales se celebran en honor del Santo Cristo de la Villa Vieja, patrón tanto del pueblo como de los 25 municipios que formaban parte de la comunidad de tierra de Yanguas.
También tiene otras celebraciones como la recuperada fiesta de las procesiones en la que los 25 pueblos que conformaban la Villa y Tierra de Yanguas bajaban a honrar a su patrón, el Sto Cristo de la Villa Vieja, cuya capilla se encuentra en la iglesia de Santa María de Yanguas. Hoy apenas se reúnen 6 o 7 pueblos debido a que la mayoría de ellos fue progresivamente abandonado a mediados del siglo XX.
Durante el mes de agosto, algunos pueblos pertenecientes a Yanguas celebran pequeñas romerías en memoria de sus antiguas festividades. Es el caso de La Vega, en la primera semana de agosto: los nativos del pueblo y amigos de La Vega celebran una misa en la ermita de La Soledad y una comida popular en el pueblo al que se llega bien caminando, bien en coche. La Mata celebra San Roque alrededor del 16 de agosto con una misa en la ermita del santo, restaurada hace algunos años, y una comida popular.
En los años 1990 la Asociación de Amigos de Yanguas estableció la Semana Cultural, un momento para excursiones, exposiciones y otras actividades en agosto.
El día del Santo Cristo de la Villa Vieja es el 16 de julio y las fiestas patronales se celebran en el fin de semana más cercano a esta fecha.